# Забруднення вод

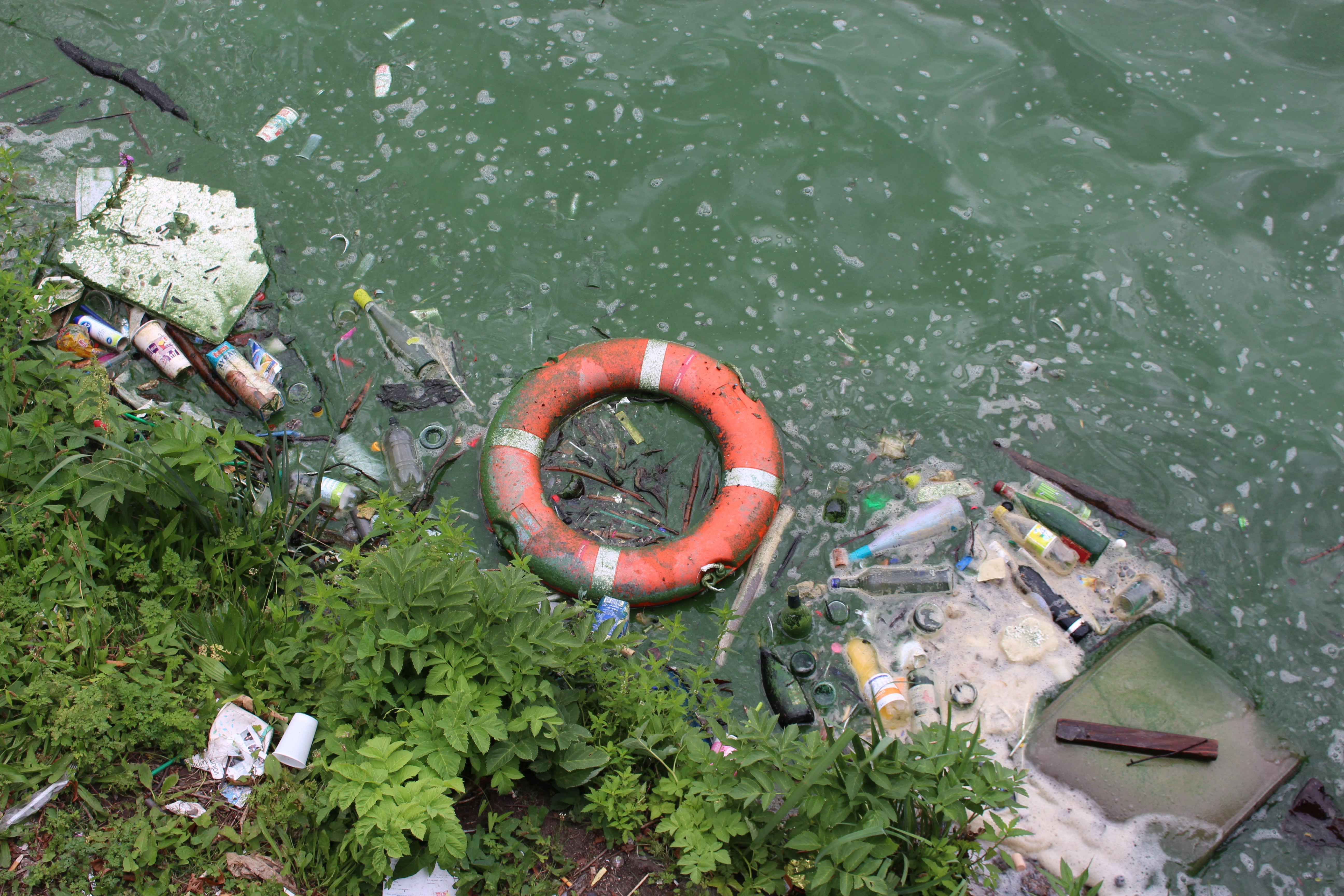
Сміття у річці

Забру́днення вод — насичення вод, водотоків і водойм речовинами в таких кількостях або сполученнях, які погіршують якість води та зумовлюють несприятливі наслідки, а також потрапляння різного бруду у води річок, озер, підземних вод.

## Загальний опис
Відбувається при прямому або непрямому потраплянні забрудників у воду при відсутності заходів щодо очищення і видалення шкідливих речовин.
Здебільшого забруднення прісних вод залишається непоміченим, оскільки забрудники розчиняються у воді. Але є такі винятки, як мийні засоби,  нафтопродукти, що плавають на поверхні. Є декілька природних забрудників.
Джерела забруднення:
- Забрудники потрапляють до прісної води різними шляхами: у результаті нещасних випадків, навмисних викидів сміття, виливів.
- Швидке забруднення підземних вод навкруги міст. Джерело — зростаюче число забруднених свердловин унаслідок неправильної експлуатації.
- Все більшу загрозу для прісноводих водоймищ становлять стоки, що скидаються рибницькими господарствами, зважаючи на широке вживання ними фармацевтичних засобів боротьби з хворобами риб.
- Потрапивши в річку, гнойова рідота може стати причиною серйозної екологічної катастрофи, оскільки її концентрація в 100 разів більша, ніж в стічних вод, оброблених на очисних спорудах.

## Термінологія
Забруднення вод (в гідрохімії) — перевищення концентрації хімічних речовин чи значень показників фізичних властивостей води водних об'єктів над гранично допустимими концентраціями (ГДК), яке спричиняє порушення норм якості води.
Терміни дотичні:
Засмічення вод — привнесення у водні об'єкти сторонніх нерозчинних предметів і матеріалів.
Виснаження вод — зменшення кількості води у водному об'єкті або погіршення її якості, що відбувається під впливом діяльності людини і має стійку направленість.

## Забруднювальна речовина
Забруднювальна речовина — це будь-яка хімічна речовина, тепло або біологічний вид, який в результаті господарської діяльності людини потрапляє у водний об'єкт чи виникає у ньому в кількостях, що виходять за природні граничні коливання чи середній природний фон і призводять до погіршення якості води.

## Забруднювач— джерело забруднення
Забруднювач або джерело забруднення — об'єкт, який вносить у природні води хімічні речовини, мікроорганізми або тепло, що призводить до погіршення якості вод. Термін «забруднювач» не можна вживати замість терміна «забруднювальна речовина».
Джерела забруднення вод класифікують за різними ознаками:
- за походженням — джерела забруднення поділяються на антропогенні (промислові, житлово-комунальні, сільськогосподарські, транспортні тощо) та природні (атмосферні, гідросферні, літосферні);
- за локалізацією — на точкові, лінійні, площинні;
- за тривалістю впливу — на постійні, періодичні та епізодичні;
- за видом носія забруднювальних компонентів — на стічні, скидні (зрошувальні та дренажні), інфільтраційні та підземні води, води поверхневого стоку, атмосферні опади.

Головним джерелом забруднення природних вод є стічні води (промислові, господарсько-побутові, сільськогосподарські), серед яких за токсичністю виділяються промислові стічні води.

## Види забруднення вод

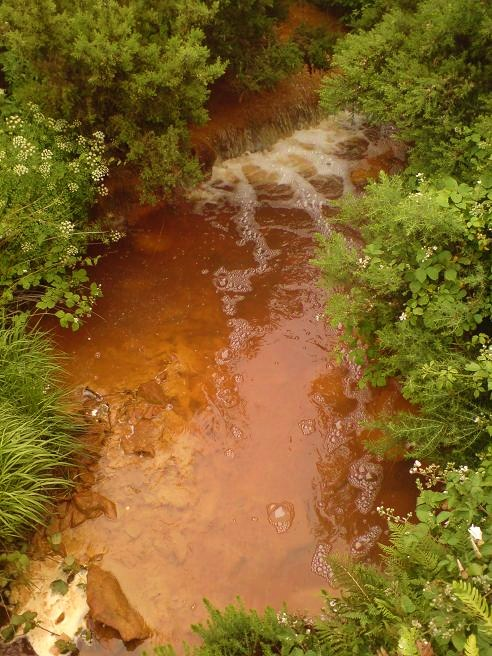
Хімічне забруднення

За видами забруднення вод виділяють:
- хімічне (неорганічне і органічне);
- фізичне (теплове, радіаційне);
- біологічне (мікроорганізмами, гельмінтологічне, гідрофлорне).

Для забезпечення необхідного стану води природних водних об'єктів необхідно розробляти та реалізовувати заходи з охорони вод.